# الرافعية (المغرب)
 الرافعية (بالإنجليزية: ERRAFIAYA)‏ هي جماعة قروية تابعة لإقليم قلعة السراغنة ضمن جهة مراكش تانسيفت الحوز بالمغرب. بلغ مجموع عدد سكان  الرافعية حسب إحصاءات 2004 حوالي 4559 نسمة يعيشون في 780 أسرة.

## إحصاء عام
| السنة | عدد السكان | عدد الأسر | عدد الأجانب |
| ----- | ---------- | --------- | ----------- |
| 1994  | 4406       | 658       | °°°°        |
| 2004  | 4559       | 780       | 0           |